# Diomus roseicollis
Diomus roseicollis är en skalbaggsart som först beskrevs av Étienne Mulsant 1853.  Diomus roseicollis ingår i släktet Diomus och familjen nyckelpigor. Inga underarter finns listade i Catalogue of Life.